# Panjange alba
Panjange alba là một loài nhện trong họ Pholcidae. Loài này được phát hiện ở Sulawesi.